# Zenata (tribu de la Chaouïa)
Pour les articles homonymes, voir Zenata.
La tribu Zenata est une tribu arabophone, faisant traditionnellement partie de la confédération des Chaouïa et dont le territoire se situe au nord-est de Casablanca, incluant les villes de Mohammedia, El Mansouria, Charrate et Bouznika.

## Composition tribal
Elle se compose historiquement de 8 fractions. :
- Awlad Sidi 'Ali
- Khalta
- Awlad Hedjala
- Awlad Sidi 'Ali (différents des précédents)
- Awlad Maza
- Berrada
- Bani Megith
- Ghezouan
- Awlad el Hessen
- Awlad Hoummass

## Origines et histoire
La tribu des Zenata est une fraction de la grande tribu des zenètes dont un grand nombre pénétrèrent sans doute au Maroc avec les conquérants Almoravides. Ainsi, la présence des Zenata dans le Chaouïa est attestée dès le XIIe siècle, puisque le géographe arabe Al Idrissi les mentionne lors de son itinéraire de Marrakech à Salé.

## Territoire

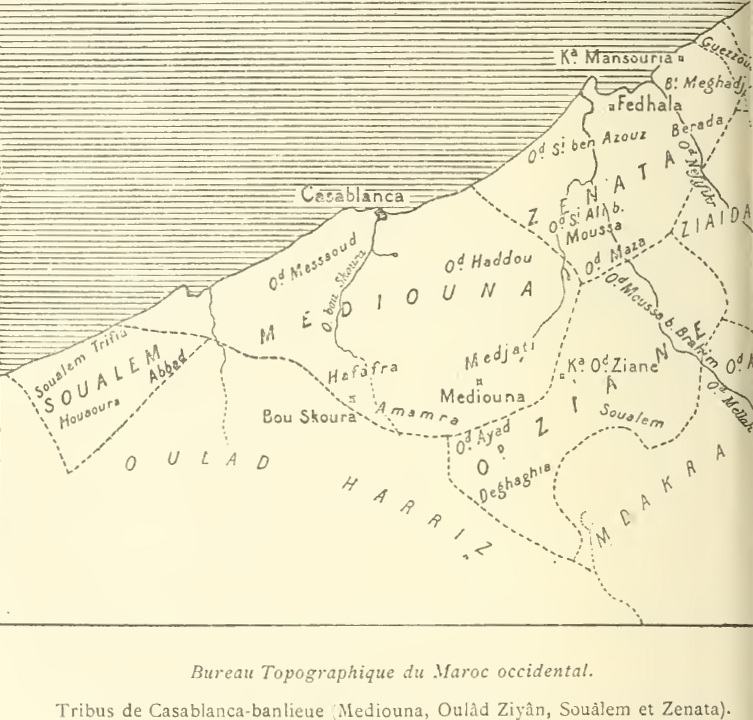
Bureau Topographique du Maroc Occidental - Tribus de Casablanca Banlieue (Mediouna, Oulad Ziyân/Soualêm et Zenata).

## Vie religieuse
Dans le passé, un important moussem se tenait chaque année sur les terres des Zenata, le septième jour après le Mouloûd. Il avait un caractère spécial, ayant pour objet la circoncision en commun de tous les enfants mâles des Zenata et d'une partie de ceux des Ziaïda, nés depuis le moussem précédent. Ainsi, en 1914, quatre cents enfants ont été circoncis lors de ce moussem annuel.